# Candovia robinsoni
Candovia robinsoni – gatunek straszyka z rodziny Diapheromeridae i podrodziny Necrosciinae. Endemit wschodniej Australii. Zasiedla lasy deszczowe strefy klimatu umiarkowanego. Żeruje na różnych gatunkach drzew i krzewów liściastych. W Czerwonej księdze IUCN umieszczony jako gatunek zagrożony najmniejszej troski.

## Taksonomia
Gatunek ten po raz pierwszy opisany został w 2007 roku przez Paula Brocka i Jacka Hasenpuscha na łamach „Zootaxa” na podstawie kilkunastu okazów. Jako lokalizację typową wskazano rezerwat przyrody Barren Grounds w okolicy Robertson. Epitet gatunkowy nadano na cześć Martyna Robinsona, który wykrył ten gatunek w naturze i odłowił część materiału typowego.

## Morfologia
Straszyk o wydłużonym ciele, u samców smukłym i osiągającym od 40 do 42 mm długości, zaś u samic tęższym i osiągającym od 52 do 62 mm długości. Ubarwienie zmienia się zależnie od warunków środowiska. Samce zwykle są ciemnobrązowe, często ze słabo zaznaczonym ciemniejszym nakrapianiem. Samice są jaskrawozielone lub brązowawe, czasem z podobnym nakrapianiem, z pomarańczowymi narządami gębowymi.
Głowa jest dłuższa niż szeroka, zaopatrzona w wyniosłość na czole, przez której środek biegnie ciemna podłużna linia. Oczy złożone są niewielkich rozmiarów. Złożone z 40 stosunkowo słabo wyodrębnionych członów czułki sięgają ku przodowi poza rozprostowane przednie odnóża. Ich długość u holotypowego samca wynosi 36 mm, a u jednej z samic 39 mm.
Tułów ma wydłużony kształt. Powierzchnia jego oskórka jest gładka z nielicznymi rozproszonymi ziarenkami. Śródplecze jest trzykrotnie dłuższe od zaplecza oraz ponad pięciokrotnie dłuższe od przedplecza, które z kolei jest niewiele dłuższe od głowy. Odnóża są stosunkowo smukłe. U holotypowego samca długość ud przedniej pary wynosi 14,5 mm, środkowej pary – 9,5 mm, zaś tylnej pary – 13 mm. U samic długość ud przedniej i tylnej pary wynosi od 15 do 16 mm, zaś środkowej pary – od 10,5 do 11 mm. Długość goleni holotypowego samca wynosi 16 mm w przypadku pary przedniej i tylnej, zaś 11 mm w przypadku środkowej. U samic długość goleni wynosi 18 mm w przypadku pary przedniej i tylnej oraz od 12 do 13 mm w przypadku pary środkowej.
Odwłok jest wydłużony, u samca gładki, zaś u samicy zaopatrzony w żeberka i kilka linii. Zwarta płytka subgenitalna samca sięga poza połowę długości dziewiątego segmentu. Płytka subgenitalna samic jest przekształcona w płaskie, zwężające się ku niemal spiczastemu szczytowi i trochę przekraczające koniec dziewiątego segmentu operculum. Segment analny odwłoka jest dłuższy od dziewiątego. Tylną krawędź we wciętą pośrodku. Przysadki odwłokowe są krótkie i cienkie, zaokrąglone na wierzchołkach, u samca osiągające około 0,4 mm, a u samicy około 1,2 mm długości.

## Biologia i ekologia
Owad ten zasiedla lasy deszczowe strefy klimatu umiarkowanego, pojawiając się także w przyległych obszarach zurbanizowanych. Jest polifagicznym fitofagiem żerującym na drzewiastych i krzewiastych roślinach z rodzajów: dziurawiec (dziurawcowate), Lomandra (szparagowate), magnolia (magnoliowate), róża (różowate), a także na klonie palmowym (klonowate) i Doryphora sassafras (oboczkowate).
Za dnia C. robinsoni pozostaje dobrze ukryta, kamuflując się na tle roślinności. Zaniepokojone osobniki dość szybko przechodzą do aktywnej ochrony chemicznej, emitując z położonych na przedniej krawędzi przedtułowia ujść gruczołów obronnych cuchnącą wydzielinę. Ponadto samice mają ostrzegawczo ubarwione, pomarańczowe narządy gębowe, których używać mogą do odstraszenia napastnika.
Składane przez samicę jaja mają prawie owalny kształt. Ich długość wynosi 2,2 mm, szerokość 1,2 mm, a wysokość 1,4 mm. Chorion ich odznacza się silną, pomarszczoną rzeźbą. Wieczko jaja jest słabo urzeźbione, płaskie z niskim kapitulum.

## Rozprzestrzenienie i zagrożenie
Straszyk ten jest endemitem kontynentalnej Australii. Jego zasięg geograficzny szacowany jest na nie mniej niż 23 tysiące km². W Nowej Południowej Walii najlepiej znany jest z okolic Robertson w rejonie Southern Highlands, gdzie zamieszkuje m.in. rezerwaty przyrody Barren Grounds i Robertson. W tym samym stanie znany jest także z Parku Narodowego Wollumbin i Barrington Tops. Poza tym notowany był z Parku Narodowego Springbrook w południowo-wschodnim Queensland.
Międzynarodowa Unia Ochrony Przyrody sklasyfikowała C. robinsoni w Czerwonej księdze gatunków zagrożonych jako gatunek najmniejszej troski. Rozmiary i trend jego populacji są nieznane. Zagrożenie stanowią dla niego pożary buszu, których częstość w Australii stale rośnie w wyniku globalnego ocieplenia. Nie tylko uśmiercają one osobniki, ale w przypadku, gdy ich częstość przekracza możliwości regeneracyjne lasu prowadzą do spadku jakości siedliska.